# 布鲁克菲尔德基础设施合伙人
布魯克菲爾德基礎設施合夥人有限公司（英語：Brookfield Infrastructure Partners L.P.），是一家公開上市的有限責任合夥公司，總部設於加拿大多倫多，並在全球開展基礎設施資產的收購和管理業務。
布魯克菲爾德基礎設施公司（英語：Brookfield Infrastructure），曾是布魯克菲爾德資產管理的旗下單位。但在2008年1月資產分拆後，公司保留30%的所有權，並擔任合夥公司的總經理。2016年12月31日，公司資產賬面價值為213億美元。

## 歷程
2016年12月31日，公司資產賬面價值為213億美元。
布魯克菲爾德基礎設施合夥人公司擁有並經營一個公用事業、交通、能源及通訊基礎設施領域的基礎設施公司全球網絡，在輸電和電信線路、收費公路、港口和輸油管道等領域都有投資。公司股票市值約177億美元，投資回報目標為12%到15%。 自成立以來，其年化總收益在NYSE（紐約證券交易所）為18%，在TSX（多倫多證券交易所）為26%。
Sam Pollock是布魯克菲爾德基礎設施合夥人公司的首席執行官。其自2006年起擔任此職務，自1994年以來一直為公司工作。

## 營運
從Brookfield Asset Management（布魯克菲爾德資產管理公司）剝離資產後，Brookfield Infrastructure（布鲁克菲尔德基础设施公司）曾经营木材和输电线路。2008年9月，公司宣布，它将从陷入困境的Babcock & Brown（巴布科布朗公司）收购基础设施资产，使其管理的资产增加约80亿美元，从而扩大其全球业务并使其多样化。
2010年，公司完成与澳大利亚公司Prime Infrastructure （普莱姆基础设施公司）的合并，其中它持有少数股权。
2012年，公司参与西班牙Abertis Infraestructuras （阿伯蒂斯基础设施公司）的合资企业，在价值17亿美元的交易中，收购收费公路运营商Obrascon Huarte Lain Brasil 60%的股份。
同年，公司及其合伙人达成一致，继2011年初始投资后，收购智利AVN收费公路剩余的45%的股份，总收购价5.9亿美元。
2014年，公司及其投资合伙人达成一致，以22亿美元的价格收购TDF法国电信单元50%的股份。
2016年，公司宣布与Qube Holdings （酷贝控股）及其它投资合伙人达成协议，以65.5亿美元（89亿澳元）的价格收购一家澳大利亚铁路港口运营商Asciano Limited （阿夏诺有限公司）的港口资产。集装箱港口资产保留Qube（酷贝）合资企业的品牌Patrick（帕特里克），而散货和汽车港口服务资产则更名为Linx Cargo Care Group（林克斯货物保管集团），隶属Brookfield（布鲁克菲尔德）领导的一个投资合伙人联盟。同年，公司还宣布，它及其投资合伙人将以52亿美元的价格从Petroleo Brasileiro SA收购巴西的一条天然气管道。
同年，公司进行了20多亿美元的新投资，包括其对秘鲁和印度企业的首次风险投资。公司还投资于价值8.5亿美元的有机项目，扩大其公用事业费率基础、公路和铁路网络以及能源系统的规模。